# Jacques-Pierre Amette
Jacques-Pierre Amette fr: ʒak piɛʀ amɛt (ur. 18 maja 1943) – francuski pisarz, dramaturg i krytyk literacki.
Amette pracował jako krytyk literacki w magazynie literackim „La Nouvelle Revue Française”. Współpracował również z czasopismami francuskimi (m.in. „Le Point”) i zagranicznymi („The New York Times”).
Jako pisarz zadebiutował w 1965 powieścią Le Congé. W sumie napisał około 20 powieści, zbiorów opowiadań i dramatów. Amette jest laureatem dwóch prestiżowych francuskich nagród literackich: Nagrody Rogera Nimiera za Confessions d'un enfant gâté w 1986 i Nagrody Goncourtów za Kochankę Brechta w 2003. Pisał również powieści kryminalne pod pseudonimem Paul Clément.
W jego twórczości przewijają się wspomnienia z rodzinnej Normandii oraz fascynacja Niemcami, zwłaszcza dziełami Bertolta Brechta, którego uczynił bohaterem kilku swoich powieści.

## Twórczość

### powieści
- Le congé – 1965
- Élisabeth Skerla – 1966
- La vie comme ça – 1974
- Bermuda – 1977
- La nuit tombante – 1978
- Jeunesse dans une ville normande – 1981
- Enquête d'hiver – 1985
- L'après-midi – 1987
- La peau du monde – 1992
- Province – 1995
- Les deux Léopards – 1997 (Nagroda Contre-point)
- L'Homme du silence – 1999
- Ma vie, son œuvre – 2001
- Kochanka Brechta (La Maîtresse de Brecht, 2003, wyd. pol. 2004; Nagroda Goncourtów)

### powieści kryminalne
- Exit - 1981
- Je tue à la campagne – 1982

### zbiory opowiadań
- Un voyage en province – 1970
- Confessions d'un enfant gâté – 1986 (Nagroda Rogera Nimiera)
- L'adieu à la raison – 1993
- Stendhal : 3 juin 1819 – 1994

### nowele
- Les lumières de l'Antarctique – 1973

### sztuki teatralne
- Les sables mouvants – 1974
- Le maître-nageur – 1989
- Les environs de Heilbronn – 1989
- Après nous – 1991
- La Waldstein – 1991
- Le mal du pays – 1992
- Singe – 1992
- Appassionata – 1993
- Passions secrètes, crimes d'avril – 1993 (Nagroda CIC du Théâtre)
- La clairière – 1997